# Savonneries Bruxelloises
Savonneries Bruxelloises is een Belgische zeepproducent gelegen in de Edmond Tollenaerestraat te Laken. Het gebouw staat op de Brusselse inventaris van onroerend erfgoed.
De zepen worden geleverd in een 300-tal verschillende vormen en zijn te verkrijgen in 20 verschillende landen.

## Geschiedenis
In 1922 begon Emile Collin (1873-?) en Alexis Huylenbroeck (1865-?) met een bedrijf, Karak genaamd. Vanaf 1926 werd de eerste zeep gemaakt.
In 1953 werd de firma een bvba met de naam Nouvelles Savonneries Bruxelloises als eigendom van Henri Nanson. Deze werd in 1983 omgevormd tot een nv met Roland Nanson als eigenaar. In 1993 werd deze door Vincent Laurencin & François Van de Velde overgenomen. 
In 2016 werd het de enige nieuwe hofleverancier. Ze leveren ook aan het Britse koningshuis.

## Gebouw
Het pand is een herenhuis dat in 1910 werd gebouwd door de aannemer Jérôme Casteleyn. De vierbouwlagen zijn in eclectische stijl en heeft neo-classicistische invloeden. Het daaropvolgende jaar werden loodsen erachter bijgebouwd onder leiding van architect F.Seeldrayers. Vanaf 1922 was er een zeepziederij gevestigd. Na een uitbreiding tussen de huizen in 1941 werd ook ene garage gebouwd aan de straat op nr 31. Deze werd in 1989 tot opslag omgevormd. 